# Lars Ulvik Martinsen
Lars Ulvik Martinsen (Lampeland, 16 agosto 1988) è un giocatore di calcio a 5 e calciatore norvegese, laterale del Sandefjord.

## Carriera
Ulvik Martinsen è attivo sia nel calcio che nel calcio a 5. Per quanto concerne quest'ultima, è in forza al Sandefjord dal 2011. Ha contribuito alla vittoria del campionato 2015-2016. Il 16 novembre 2016 è stato convocato per la prima volta dal commissario tecnico della Nazionale norvegese Sergio Gargelli in vista del Nordisk Mesterskap, competizione riservata alle selezioni nordeuropee. Il 30 novembre ha effettuato il proprio esordio, nella sconfitta per 4-0 contro la Finlandia.
Per quanto riguarda l'attività calcistica, Ulvik Martinsen ha giocato nel Runar, per entrare poi nelle giovanili del Sandefjord. È successivamente tornato al Runar, per firmare poi per l'Ullern nel 2013.